# Jürg Conzett
Jürg Conzett (1956) is een in Zwitserland geboren ingenieur en architect die vooral bekend is vanwege het ontwerpen van fiets- en voetgangersbruggen.
Van 1976 tot 1980 studeerde hij aan de École Polytechnique Féderale te Zürich. Hij werkte bij Peter Zumthor en stichtte in 1988 het architectenbureau Conzett, Bronzini, Gartmann AG.
In 2010 vertegenwoordigde hij Zwitserland op de Internationale Architectuur Expo in Venetië.

## Realisaties

### Brugge

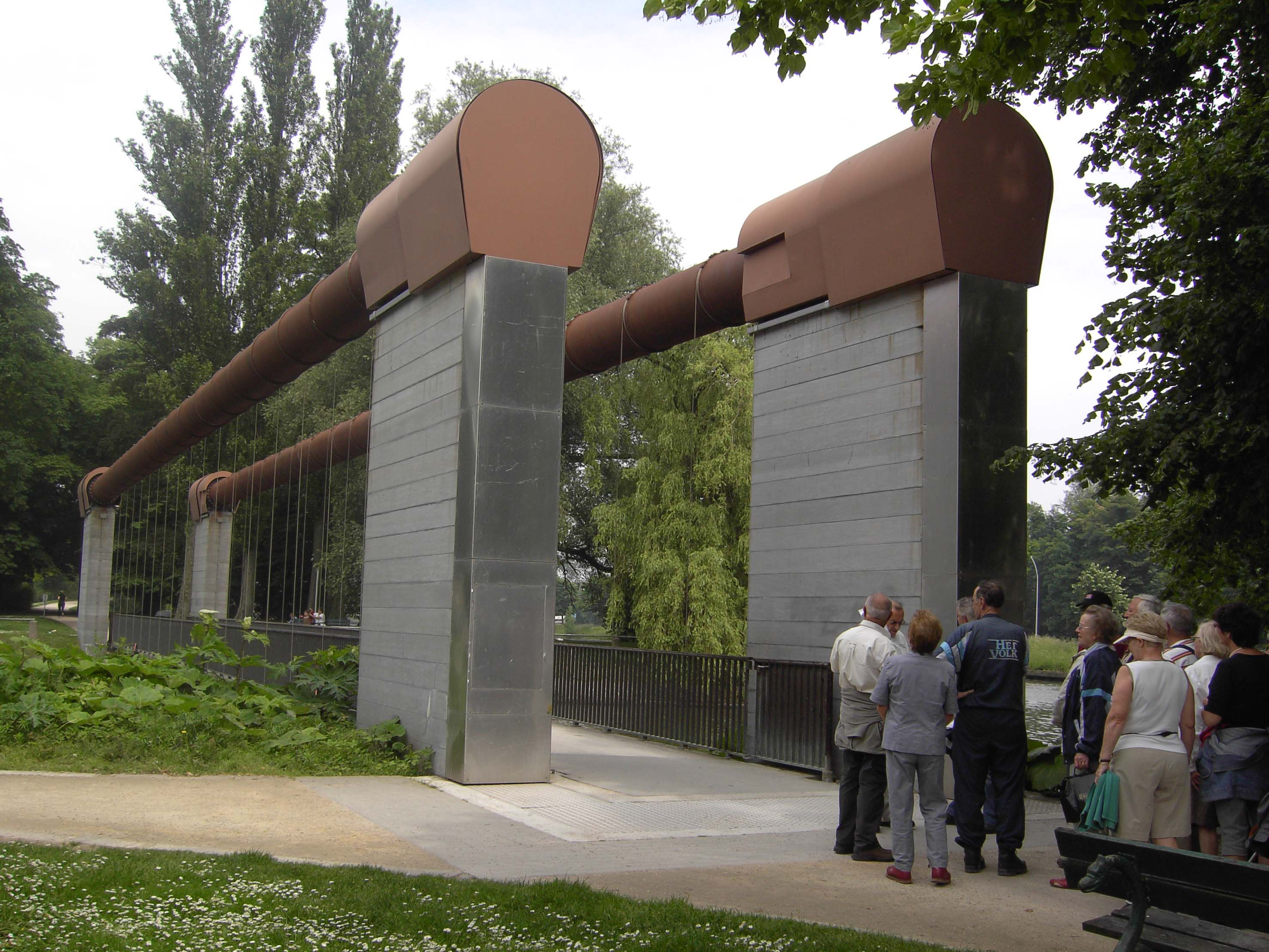
De Conzettbrug aan de Coupure te Brugge.

Hij maakte naam in België door het ontwerpen van een fiets- en voetgangersbrug over de Coupure in Brugge. De brug werd naar hem genoemd. De realisatie ervan gebeurde in 2002, toen Brugge Culturele Hoofdstad van Europa was. Fietsers en wandelaars die een tocht langs de oude vesten rond de binnenstad maakten, moesten er voorheen een omweg maken tot halverwege de Coupure, om daar het water over te steken. De Conzettbrug, die onmiddellijk aansloot op deze wandelpaden, betekende dus een belangrijk sluitstuk.

### Andere
Ander werk van Conzett en partners is te vinden in Oostenrijk en Zwitserland. 
Onder meer:
- een gewaagde voetgangershangbrug over een bergkloof in de Viamala, Zwitserland (1999);
- Traversiner Steg, Rongellen, Zwitserland (2005);
- het Bundesverwaltungsgericht in Sankt Gallen, Zwitserland (2012);
- de hangbrug Trugt dit Flem, Zwitserland (2013).
- Schoolgebouw, Grono (2011); Architect: Raphael Zuber